# Thurauia uliginosa
Thurauia uliginosa är en tvåvingeart som beskrevs av Rubsaamen 1899. Thurauia uliginosa ingår i släktet Thurauia och familjen gallmyggor.
Artens utbredningsområde är Tyskland. Inga underarter finns listade i Catalogue of Life.